# Eyprepocnemis plorans
Eyprepocnemis plorans är en insektsart som först beskrevs av Toussaint de Charpentier 1825.  Eyprepocnemis plorans ingår i släktet Eyprepocnemis och familjen gräshoppor.

## Underarter
Arten delas in i följande underarter:
- E. p. meridionalis
- E. p. plorans
- E. p. ibandana
- E. p. ornatipes

## Bildgalleri

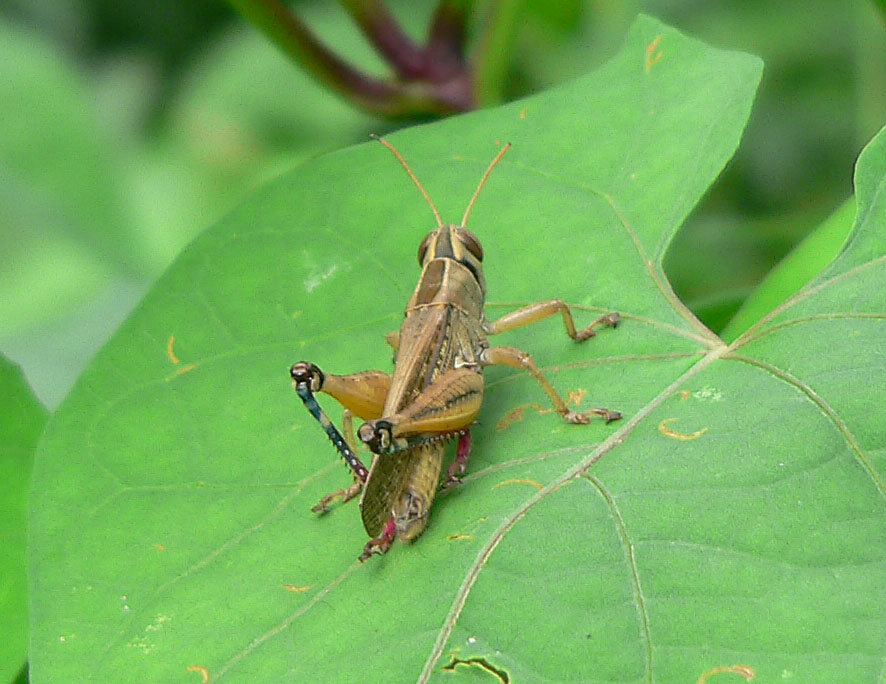
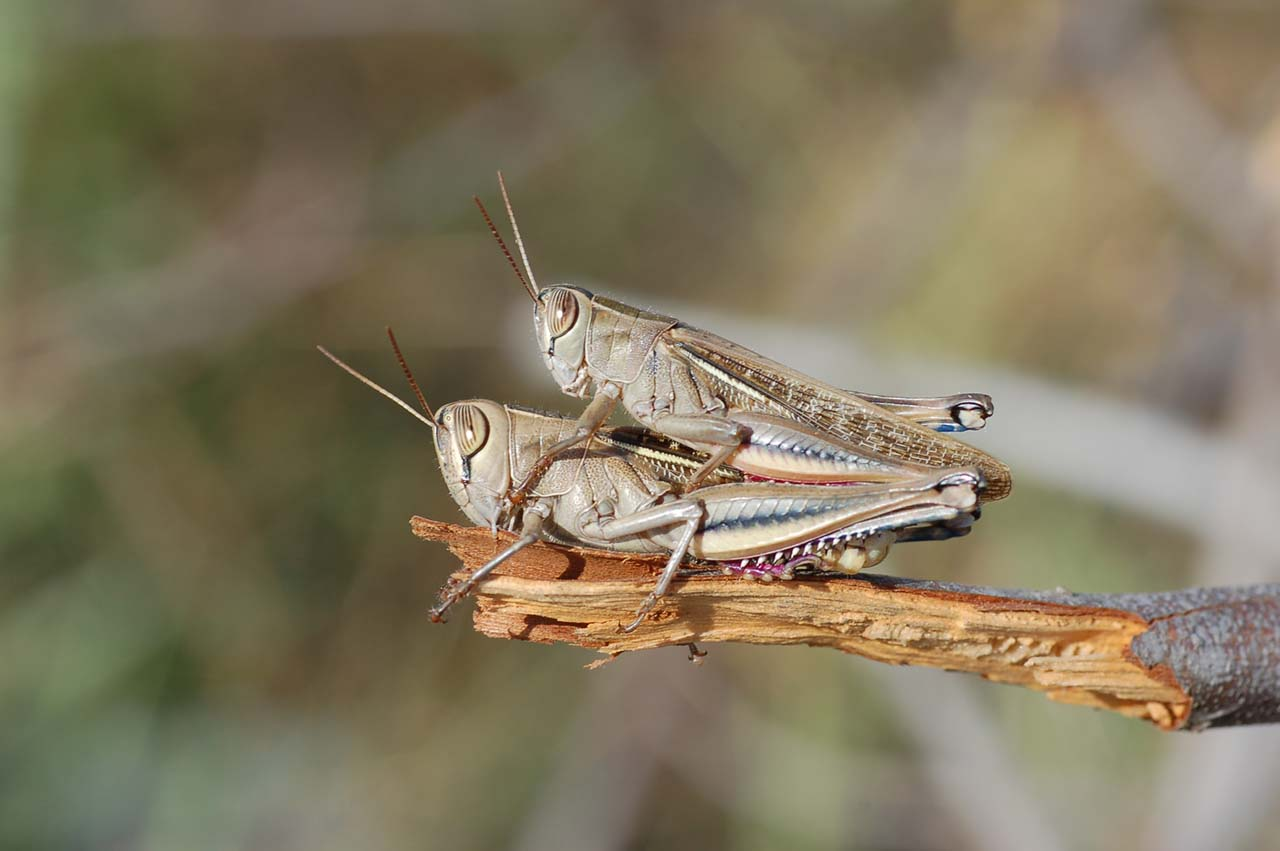
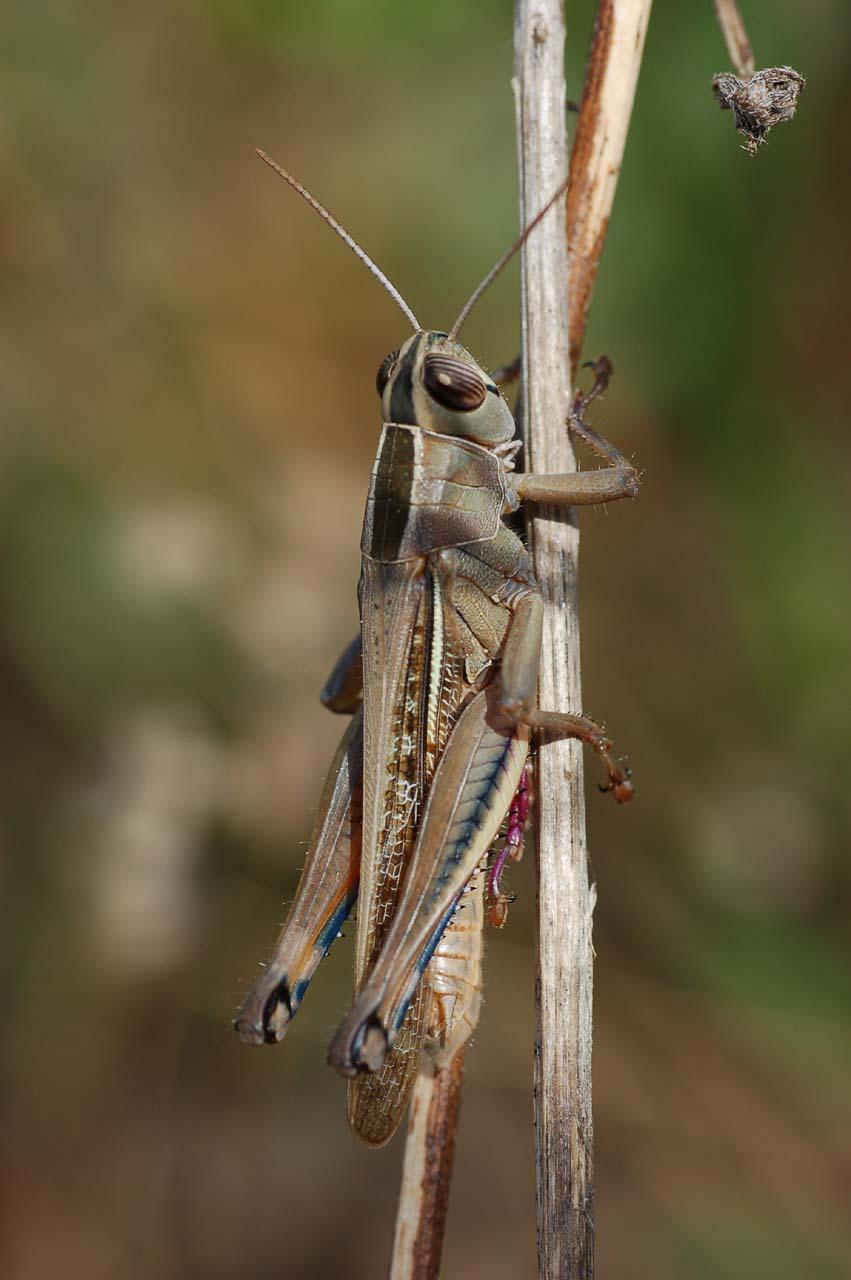
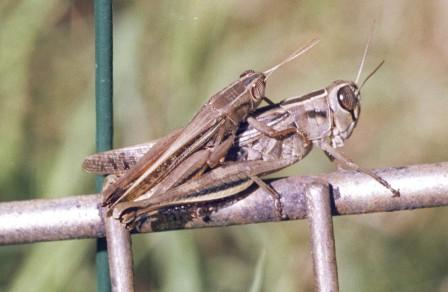
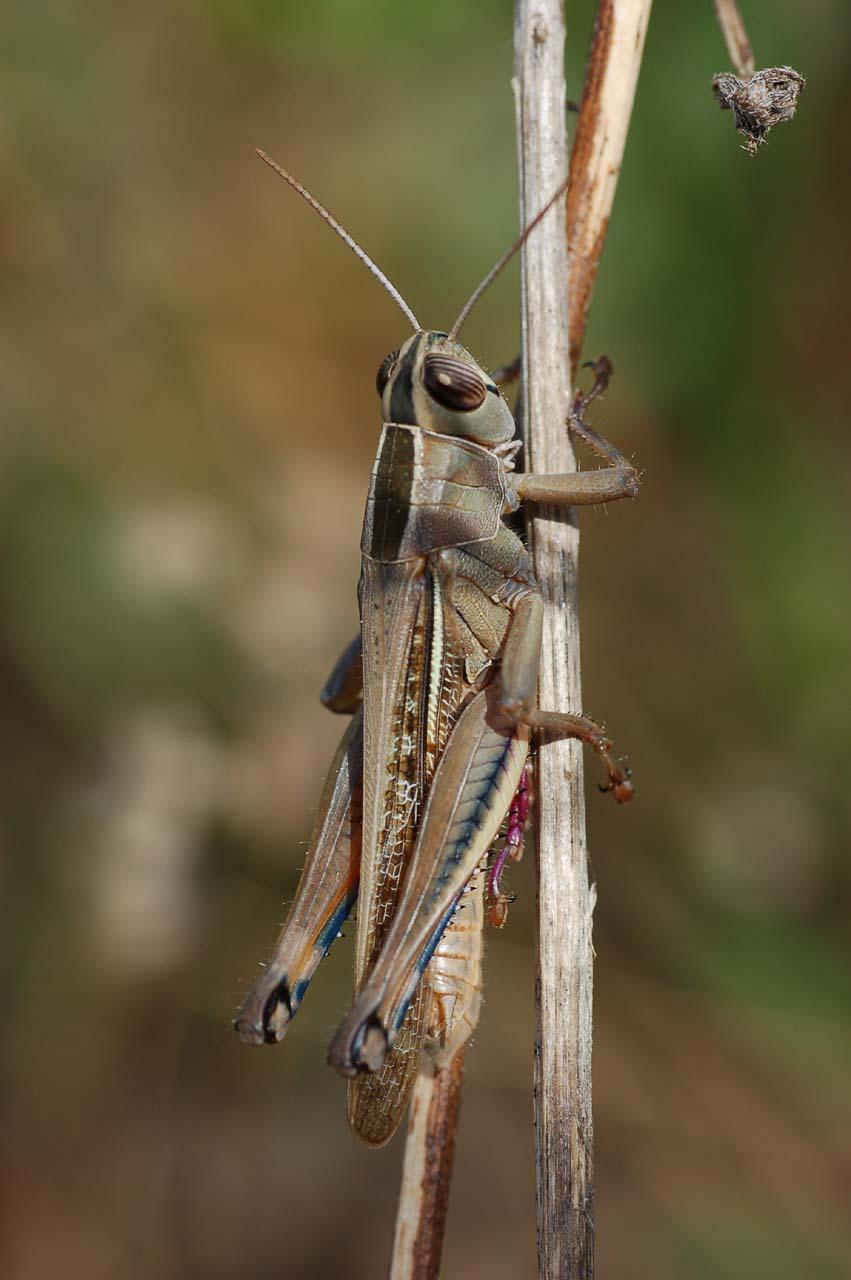
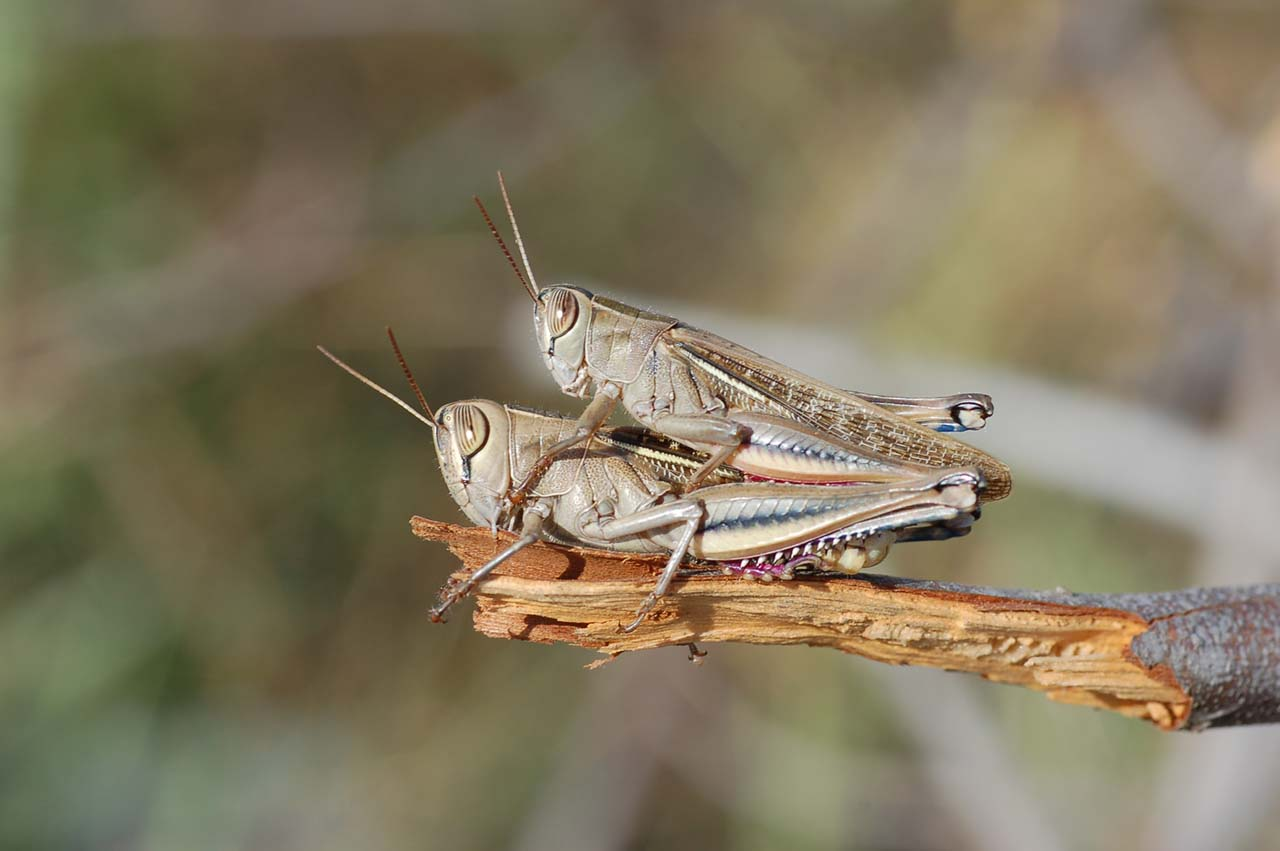